# Daniel de la Rúa
Daniel de la Rúa de Agustín (30 de enero de 1997, Guadalajara, España) es un jugador de baloncesto español, que juega en la posición de base en el Club Bàsquet Sant Antoni que compite en la LEB Plata.

## Características como jugador
Tiene un gran físico y buen lanzamiento desde larga distancia. Es un jugador muy directo en ataque, con gran cambio de ritmo y muy buenas manos para finalizar o doblar el balón. Posee una enorme capacidad para la defensa del uno contra uno y una gran intuición para leer el ataque rival y robar el balón.

## Trayectoria deportiva
Daniel fue durante 5-6 años el jugador más determinante en el Alza Basket Azuqueca. Su talento le llevó a las categorías inferiores de la selección de Castilla-La Mancha y de ahí, tras causar buena impresión en el campeonato de España infantil de selecciones autonómicas, llamó a las puertas del Real Madrid, antes de llegar a la cantera del club madrileño. 
En la Minicopa del Rey celebrada en Magariños el año 2010 el jugador azudense fue invitado por el Bilbao Basket para jugar con ellos una de las citas más importantes en lo que al baloncesto de formación se refiere, en la Minicopa (que ganó el FIATC Joventut) el base cuajó un buen torneo y ello hizo que además del Real Madrid tuviera encima de la mesa otras cuatro ofertas. 
Daniel llegó al Real Madrid en 2010, procedente del Azuqueca de Henares, tras pasar por las categorías inferiores del club madrileño, Infantil A (2010-2011), Cadete B (2011-2012), Cadete A (2012-13), Júnior (2013-2015) y EBA (2015-2016).  
En su primer año en categoría junior guio a la perfección junto a Andrés Rico al Real Madrid en el NIJT de Hospitalet (campeones), Campeonato de España celebrado en la Real Villa de Marín (campeones) y también en el NIJT de Milán donde estaban los mejores equipos de Europa en categoría sub-18 (subcampeones). Alternó el equipo junior con el filial de Liga EBA y fue, tras el hispalense Carlos Hidalgo, uno de los máximos asistentes en el campeonato nacional.
El 31 de enero de 2016, debutó en la Liga ACB con el primer equipo del Real Madrid ante el Bàsquet Manresa
En agosto de 2016, tras lograr la medalla de oro en el Europeo Sub-20 celebrado en Finlandia, se compromete por una temporada con el Zornotza Saskibaloi, equipo vinculado al Bilbao Basket.
En verano de 2017, firma con el Real Canoe Natación Club Baloncesto Masculino en el que juega durante dos temporadas.
Durante la temporada 2019-20 comenzó jugando en el Basket Azuqueca de EBA, pero pronto quisieron contar con él en una categoría superior y pasó a defender la camiseta de La Roda.
En agosto de 2020, regresa al Real Canoe Natación Club Baloncesto Masculino para jugar en Liga LEB Oro. Tras el descenso del conjunto madrileño a Liga LEB Plata, continuaría en el Real Canoe Natación Club Baloncesto Masculino durante la temporada 2021-22.
El 24 de mayo de 2022, firma por el Club Bàsquet Sant Antoni de Liga LEB Plata para la temporada 2022-23.

### Equipos
- 2010/16: Júnior (Sub-18) / EBA. Real Madrid de Baloncesto.
- 2016: ACB / Euroliga. Real Madrid de Baloncesto
- 2016/17: LEB Plata. Zornotza Saskibaloi Taldea
- 2017/19: LEB Plata y LEB Oro. Real Canoe Natación Club Baloncesto Masculino.
- 2019/20: Liga EBA. Basket Azuqueca
- 2019/20: LEB Plata. Fundación Globalcaja La Roda
- 2020/22: LEB Oro/LEB Plata. Real Canoe Natación Club Baloncesto Masculino.
- 2022/Actualidad: LEB Plata. Club Bàsquet Sant Antoni.

## Palmarés

### Real Madrid (categorías inferiores)
- 2014-15. Real Madrid. Torneo de L'Hospitalet. Campeón
- 2014-15. Real Madrid. Campeonato de España Junior. Campeón
- 2014-15. Real Madrid. Adidas Next Generation Tournament. Campeón
- 2014-15. Real Madrid. Campeón de Madrid categoría junior